# Melitta sibirica
Melitta sibirica là một loài ong trong họ Melittidae. Loài này được Morawitz miêu tả khoa học đầu tiên năm 1888.